# Segunda División B de España 1978-79
La temporada 1978–79 de la Segunda División B de España de fútbol corresponde a la 2ª edición del campeonato y se disputó entre el 3 de septiembre de 1978 y el 10 de junio de 1979. 

## Sistema de competición
Participaron cuarenta clubes de toda la geografía española. Encuadrados en dos grupos, se enfrentaron todos contra todos en dos ocasiones -una en campo propio y otra en campo contrario- durante un total de 38 jornadas. El orden de los encuentros se decidía por sorteo antes de empezar la competición. La Real Federación Española de Fútbol era la responsable de designar a los árbitros de cada encuentro.
El ganador de un partido obtenía dos puntos, el perdedor no sumaba puntos, y en caso de un empate había un punto para cada equipo. Al término del campeonato, el equipo que acumulaba más puntos se proclamaba campeón y ascendía, junto con el subcampeón, a Segunda División.
Los tres últimos equipos clasificados de cada grupo descendían a Tercera División.

## Nota
Hoy en día hay clubes que su nombre han derivado a idiomas como catalán-valenciano-balear, euskera o gallego; pero para reflejar la realidad de la época, los nombres de los equipos aparecen tal y como se inscribieron para competir en esta temporada.
Al comenzar la temporada en 1978 aún no existían las Comunidades autónomas y por ese motivo en la sección de Equipos por grupos y regiones se hace la distribución en las regiones que existían en aquel año.

## Equipos de la temporada 1978/79
| Datos de ascensos y descensos |
| --- |
| CF Calvo Sotelo, Córdoba CF, Real Oviedo y CD Tenerife descienden de Segunda División A. Algeciras CF, AD Almería, Castilla CF y Racing Club de Ferrol ascienden a Segunda División A. CD Atlético Baleares, CD Basconia, SD Compostela, CD Eldense, RCD Mallorca y CD Tudelano descienden a Tercera División. CD Cacereño, Gimnástico de Tarragona, SD Ibiza, CD Logroñés, CD Lugo y Zamora CF ascienden a Segunda División B. |

## Equipos por grupos y regiones
Se mantuvo esencialmente la misma distribución geográfica de la temporada anterior. Tan solo cambió de grupo la provincia de Ciudad Real, que abandonó el grupo I al que había pertenecido la temporada anterior para pasar a formar parte del grupo II. Así, en esta temporada la región de Castilla la Nueva se fragmentó entre los dos grupos.
| Grupo I - Aragón: SD Huesca - Asturias: Caudal Deportivo, CD Ensidesa, UP Langreo y Real Oviedo - Canarias: CD Tenerife - Norte de Castilla la Nueva: Atlético Madrileño, CD Pegaso y AD Torrejón - Castilla la Vieja: CD Logroñés, CD Mirandés y Palencia CF - Galicia: CD Lugo, CD Orense y Pontevedra CF - León: Cultural Leonesa y Zamora CF - Navarra: Ninguno - Provincias Vascongadas: Bilbao Athletic, Real Unión Club y Sestao SC |  | Grupo II - Andalucía: AD Ceuta, Córdoba CF, Linares CF, Racing Portuense, Sevilla Atlético y Xerez CD - Baleares: SD Ibiza - Cataluña: FC Barcelona Atlético, Gerona CF, Gimnástico de Tarragona, UD Lérida y CD San Andrés - Sur de Castilla la Nueva: CF Calvo Sotelo - Extremadura: CD Badajoz, CD Cacereño, CD Díter Zafra - Murcia: Ninguno - Valencia: Levante UD, CD Olímpico, Onteniente CF y Vinaroz CF |

## Grupo I

### Clasificación
| Pos. | Equipo                | Pts. | PJ | G  | E  | P  | GF | GC | Dif. | Clasificación               |
| ---- | --------------------- | ---- | -- | -- | -- | -- | -- | -- | ---- | --------------------------- |
| 1    | Palencia C. F. (C, A) | 52   | 38 | 19 | 14 | 5  | 54 | 33 | +21  | Ascenso a Segunda División  |
| 2    | Real Oviedo (A)       | 50   | 38 | 22 | 6  | 10 | 65 | 37 | +28  | Ascenso a Segunda División  |
| 3    | C. D. Mirandés        | 49   | 38 | 22 | 5  | 11 | 51 | 37 | +14  |                             |
| 4    | A. D. Torrejón        | 48   | 38 | 23 | 2  | 13 | 63 | 45 | +18  |                             |
| 5    | Cultural Leonesa      | 46   | 38 | 18 | 10 | 10 | 55 | 35 | +20  |                             |
| 6    | C. D. Tenerife        | 44   | 38 | 19 | 6  | 13 | 51 | 42 | +9   |                             |
| 7    | Bilbao Athletic       | 42   | 38 | 18 | 6  | 14 | 46 | 41 | +5   |                             |
| 8    | C. D. Orense          | 40   | 38 | 16 | 8  | 14 | 35 | 35 | 0    |                             |
| 9    | Zamora C. F.          | 39   | 38 | 14 | 11 | 13 | 41 | 38 | +3   |                             |
| 10   | Atlético Madrileño    | 38   | 38 | 16 | 6  | 16 | 51 | 50 | +1   |                             |
| 11   | C. D. Logroñés        | 38   | 38 | 12 | 14 | 12 | 53 | 45 | +8   |                             |
| 12   | Sestao S. C.          | 38   | 38 | 15 | 8  | 15 | 47 | 38 | +9   |                             |
| 13   | S. D. Huesca          | 37   | 38 | 13 | 11 | 14 | 42 | 44 | −2   |                             |
| 14   | U. P. Langreo         | 36   | 38 | 13 | 10 | 15 | 42 | 46 | −4   |                             |
| 15   | C. D. Ensidesa        | 34   | 38 | 14 | 6  | 18 | 38 | 49 | −11  |                             |
| 16   | Pontevedra C. F.      | 33   | 38 | 13 | 7  | 18 | 37 | 45 | −8   |                             |
| 17   | Real Unión Club (D)   | 30   | 38 | 10 | 10 | 18 | 36 | 55 | −19  | Descenso a Tercera División |
| 18   | C. D. Lugo (D)        | 27   | 38 | 10 | 7  | 21 | 31 | 51 | −20  | Descenso a Tercera División |
| 19   | C. D. Pegaso (D)      | 23   | 38 | 9  | 5  | 24 | 35 | 66 | −31  | Descenso a Tercera División |
| 20   | Caudal Deportivo (D)  | 16   | 38 | 6  | 4  | 28 | 31 | 72 | −41  | Descenso a Tercera División |

 Fuente: BDFútbol
Criterios de clasificación: Puntos · Diferencia de goles · Goles a favor · Play-off
Notas:
1. ↑  El Real Unión Club renunció a su plaza y descendió a Tercera División por motivos económicos.

### Resultados
| Local \ Visitante  | ATM | BIL | CAU | CUL | ENS | HUE | LAN | LOG | LUG | MIR | ORE | OVI | PAL | PEG | PON | RUN | SES | TEN | TOR | ZAM |
| ------------------ | --- | --- | --- | --- | --- | --- | --- | --- | --- | --- | --- | --- | --- | --- | --- | --- | --- | --- | --- | --- |
| Atlético Madrileño | —   | 5–1 | 2–0 | 2–1 | 1–2 | 2–2 | 4–0 | 2–1 | 3–0 | 1–3 | 3–0 | 1–3 | 6–1 | 1–0 | 1–0 | 1–1 | 2–1 | 2–0 | 1–0 | 0–0 |
| Bilbao Athletic    | 4–0 | —   | 3–0 | 1–2 | 3–1 | 1–1 | 0–0 | 2–1 | 1–0 | 1–0 | 3–0 | 1–0 | 0–1 | 2–0 | 2–1 | 3–0 | 2–1 | 2–0 | 3–1 | 1–1 |
| Caudal Deportivo   | 1–1 | 0–1 | —   | 0–0 | 1–3 | 2–1 | 1–0 | 2–2 | 0–1 | 0–1 | 1–0 | 1–3 | 0–1 | 2–4 | 3–1 | 0–1 | 2–1 | 4–0 | 1–1 | 0–1 |
| Cultural Leonesa   | 3–2 | 3–0 | 2–1 | —   | 0–0 | 2–0 | 0–0 | 4–2 | 2–0 | 2–0 | 4–0 | 3–1 | 2–2 | 3–2 | 2–0 | 3–0 | 0–0 | 2–1 | 0–1 | 1–1 |
| C. D. Ensidesa     | 1–0 | 1–0 | 1–0 | 0–2 | —   | 1–1 | 3–2 | 1–2 | 2–0 | 1–0 | 1–1 | 2–1 | 1–1 | 1–0 | 0–0 | 2–1 | 2–1 | 1–0 | 1–2 | 1–1 |
| S. D. Huesca       | 3–0 | 1–1 | 1–0 | 1–3 | 2–0 | —   | 1–0 | 1–1 | 1–0 | 3–0 | 0–0 | 1–0 | 0–0 | 5–0 | 2–0 | 2–1 | 0–1 | 0–2 | 2–1 | 1–0 |
| U. P. Langreo      | 3–1 | 0–1 | 2–1 | 4–1 | 2–0 | 1–1 | —   | 1–1 | 0–1 | 1–2 | 0–0 | 1–1 | 1–1 | 2–1 | 1–0 | 2–0 | 1–2 | 3–2 | 0–2 | 2–2 |
| C. D. Logroñés     | 1–0 | 2–2 | 5–0 | 0–0 | 1–0 | 2–2 | 3–0 | —   | 1–1 | 0–0 | 2–1 | 3–1 | 1–1 | 6–0 | 2–0 | 1–1 | 4–1 | 0–0 | 0–0 | 1–0 |
| C. D. Lugo         | 2–1 | 0–1 | 4–1 | 0–0 | 1–0 | 0–0 | 1–2 | 0–4 | —   | 0–1 | 1–0 | 1–3 | 1–1 | 1–1 | 1–1 | 3–1 | 0–0 | 3–1 | 2–3 | 1–0 |
| C. D. Mirandés     | 2–0 | 2–1 | 4–1 | 1–0 | 1–0 | 2–1 | 1–2 | 2–1 | 1–0 | —   | 1–0 | 2–1 | 2–0 | 2–0 | 5–0 | 3–0 | 1–0 | 1–1 | 1–0 | 1–0 |
| C. D. Orense       | 2–0 | 2–0 | 1–0 | 1–0 | 4–1 | 1–0 | 1–1 | 2–0 | 2–4 | 1–0 | —   | 0–1 | 1–1 | 1–0 | 1–0 | 2–0 | 1–1 | 0–0 | 3–0 | 1–0 |
| Real Oviedo        | 0–1 | 0–2 | 2–0 | 1–0 | 3–2 | 1–0 | 3–0 | 4–0 | 3–1 | 2–2 | 0–1 | —   | 1–1 | 1–0 | 2–0 | 3–0 | 1–0 | 3–0 | 4–2 | 1–1 |
| Palencia C. F.     | 4–1 | 1–0 | 4–0 | 1–0 | 2–1 | 6–1 | 1–0 | 1–0 | 1–0 | 2–2 | 1–0 | 1–1 | —   | 3–0 | 1–0 | 0–0 | 2–1 | 5–0 | 1–0 | 3–0 |
| C. D. Pegaso       | 3–0 | 4–0 | 4–2 | 0–1 | 1–0 | 2–1 | 0–1 | 0–0 | 2–0 | 0–1 | 0–2 | 0–3 | 2–2 | —   | 1–0 | 0–0 | 2–2 | 0–2 | 1–3 | 2–1 |
| Pontevedra C. F.   | 1–0 | 1–0 | 2–0 | 3–2 | 2–0 | 1–2 | 1–0 | 2–0 | 2–0 | 3–0 | 0–0 | 2–3 | 0–0 | 2–1 | —   | 3–3 | 0–0 | 1–1 | 2–0 | 3–0 |
| Real Unión Club    | 0–0 | 3–1 | 2–0 | 1–1 | 2–1 | 4–1 | 0–2 | 1–1 | 2–1 | 3–0 | 3–1 | 0–2 | 0–0 | 1–0 | 1–0 | —   | 0–2 | 1–2 | 0–1 | 1–1 |
| Sestao S. C.       | 0–1 | 2–0 | 3–0 | 1–2 | 0–2 | 1–1 | 2–1 | 1–0 | 1–0 | 1–1 | 2–1 | 2–1 | 3–0 | 4–0 | 0–1 | 4–0 | —   | 2–1 | 2–0 | 1–1 |
| C. D. Tenerife     | 2–2 | 2–0 | 2–1 | 1–0 | 3–0 | 2–0 | 1–1 | 2–1 | 3–0 | 2–1 | 2–0 | 1–2 | 2–0 | 2–0 | 2–0 | 2–0 | 1–0 | —   | 4–1 | 0–1 |
| A. D. Torrejón     | 2–0 | 2–0 | 3–2 | 2–0 | 2–0 | 1–0 | 0–2 | 5–0 | 1–0 | 3–1 | 2–0 | 1–2 | 3–0 | 4–2 | 5–2 | 3–2 | 2–0 | 2–0 | —   | 1–0 |
| Zamora C. F.       | 0–1 | 0–0 | 2–1 | 2–2 | 3–2 | 2–0 | 3–1 | 2–1 | 2–0 | 3–1 | 0–1 | 1–1 | 0–1 | 2–0 | 1–0 | 1–0 | 2–1 | 0–2 | 4–1 | —   |

## Grupo II

### Clasificación
| Pos. | Equipo                      | Pts. | PJ | G  | E  | P  | GF | GC  | Dif. | Clasificación               |
| ---- | --------------------------- | ---- | -- | -- | -- | -- | -- | --- | ---- | --------------------------- |
| 1    | Levante U. D. (C, A)        | 55   | 38 | 23 | 9  | 6  | 80 | 20  | +60  | Ascenso a Segunda División  |
| 2    | Gimnástico de Tarragona (A) | 52   | 38 | 18 | 16 | 4  | 42 | 22  | +20  | Ascenso a Segunda División  |
| 3    | A. D. Ceuta                 | 52   | 38 | 22 | 8  | 8  | 61 | 37  | +24  |                             |
| 4    | F. C. Barcelona Atlético    | 49   | 38 | 19 | 11 | 8  | 68 | 42  | +26  |                             |
| 5    | C. F. Calvo Sotelo          | 49   | 38 | 17 | 15 | 6  | 57 | 38  | +19  |                             |
| 6    | Sevilla Atlético            | 42   | 38 | 14 | 14 | 10 | 48 | 39  | +9   |                             |
| 7    | Xerez C. D.                 | 41   | 38 | 15 | 11 | 12 | 48 | 41  | +7   |                             |
| 8    | C. D. San Andrés            | 40   | 38 | 14 | 12 | 12 | 45 | 45  | 0    |                             |
| 9    | Linares C. F.               | 40   | 38 | 14 | 12 | 12 | 36 | 46  | −10  |                             |
| 10   | Onteniente C. F.            | 39   | 38 | 17 | 5  | 16 | 57 | 56  | +1   |                             |
| 11   | U. D. Lérida                | 37   | 38 | 13 | 11 | 14 | 56 | 45  | +11  |                             |
| 12   | C. D. Díter Zafra           | 33   | 38 | 9  | 15 | 14 | 39 | 40  | −1   |                             |
| 13   | Gerona C. F.                | 33   | 38 | 12 | 9  | 17 | 52 | 58  | −6   |                             |
| 14   | S. D. Ibiza                 | 32   | 38 | 12 | 8  | 18 | 37 | 50  | −13  |                             |
| 15   | Racing Portuense            | 32   | 38 | 13 | 6  | 19 | 38 | 53  | −15  |                             |
| 16   | C. D. Badajoz               | 31   | 38 | 14 | 3  | 21 | 42 | 53  | −11  |                             |
| 17   | Córdoba C. F.               | 31   | 38 | 8  | 15 | 15 | 41 | 53  | −12  |                             |
| 18   | C. D. Cacereño (D)          | 30   | 38 | 12 | 6  | 20 | 39 | 58  | −19  | Descenso a Tercera División |
| 19   | Vinaroz C. F. (D)           | 30   | 38 | 12 | 6  | 20 | 53 | 73  | −20  | Descenso a Tercera División |
| 20   | C. D. Olímpico (D)          | 12   | 38 | 4  | 4  | 30 | 39 | 109 | −70  | Descenso a Tercera División |

 Fuente: BDFútbol
Criterios de clasificación: Puntos · Diferencia de goles · Goles a favor · Play-off

### Resultados
| Local \ Visitante        | BAD | BAR | CAC | CAL | CEU | COR | DIT | GER | GIM | IBI | LER | LEV | LIN | OLI | ONT | RAC | SAD | SEV | VIN | XER |
| ------------------------ | --- | --- | --- | --- | --- | --- | --- | --- | --- | --- | --- | --- | --- | --- | --- | --- | --- | --- | --- | --- |
| C. D. Badajoz            | —   | 2–4 | 1–0 | 0–1 | 2–0 | 1–0 | 2–1 | 2–0 | 1–2 | 0–0 | 0–1 | 1–1 | 1–0 | 6–0 | 1–2 | 0–1 | 3–0 | 3–1 | 2–1 | 2–0 |
| F. C. Barcelona Atlético | 2–0 | —   | 0–1 | 2–2 | 1–0 | 1–1 | 2–0 | 0–0 | 0–0 | 2–1 | 1–1 | 0–2 | 3–1 | 3–1 | 4–1 | 2–1 | 2–1 | 1–1 | 7–1 | 2–1 |
| C. D. Cacereño           | 2–1 | 2–3 | —   | 2–1 | 0–3 | 4–2 | 2–1 | 2–1 | 0–0 | 1–0 | 2–1 | 0–1 | 1–1 | 4–2 | 0–3 | 0–0 | 0–1 | 2–0 | 4–0 | 1–1 |
| C. F. Calvo Sotelo       | 2–0 | 0–0 | 4–1 | —   | 5–0 | 2–0 | 2–2 | 1–1 | 2–1 | 4–3 | 3–1 | 1–0 | 2–0 | 3–0 | 2–1 | 2–1 | 0–1 | 0–0 | 3–2 | 0–0 |
| A. D. Ceuta              | 2–1 | 2–1 | 3–0 | 3–0 | —   | 2–2 | 1–0 | 5–3 | 0–0 | 2–0 | 3–1 | 1–0 | 3–0 | 5–0 | 1–1 | 3–1 | 1–0 | 1–0 | 4–0 | 1–0 |
| Córdoba C. F.            | 1–0 | 0–0 | 3–1 | 0–0 | 2–0 | —   | 0–4 | 0–0 | 1–1 | 3–0 | 2–2 | 0–0 | 0–1 | 6–1 | 0–1 | 2–1 | 0–0 | 2–2 | 2–2 | 2–2 |
| C. D. Díter Zafra        | 1–2 | 2–4 | 0–0 | 1–1 | 0–0 | 1–0 | —   | 1–1 | 0–1 | 2–1 | 1–1 | 1–1 | 0–1 | 1–0 | 0–0 | 2–0 | 2–1 | 3–1 | 3–0 | 1–1 |
| Gerona C. F.             | 1–0 | 1–2 | 3–0 | 1–2 | 3–1 | 1–0 | 1–1 | —   | 0–1 | 1–0 | 1–1 | 2–4 | 6–1 | 2–0 | 5–1 | 1–0 | 1–0 | 1–2 | 2–1 | 1–1 |
| Gimnástico de Tarragona  | 0–0 | 1–2 | 2–0 | 1–1 | 1–1 | 2–1 | 0–0 | 2–1 | —   | 2–0 | 2–1 | 1–0 | 0–0 | 2–0 | 1–0 | 2–0 | 5–1 | 0–0 | 1–0 | 0–0 |
| S. D. Ibiza              | 3–1 | 1–0 | 1–0 | 1–0 | 1–0 | 1–1 | 1–1 | 1–0 | 2–2 | —   | 0–0 | 0–1 | 1–0 | 3–1 | 1–0 | 1–0 | 2–2 | 0–0 | 5–2 | 1–2 |
| U. D. Lérida             | 5–0 | 2–0 | 2–2 | 3–0 | 2–2 | 3–0 | 0–0 | 3–0 | 0–1 | 0–1 | —   | 0–0 | 2–2 | 5–0 | 5–1 | 2–1 | 1–1 | 1–0 | 3–1 | 1–0 |
| Levante U. D.            | 6–0 | 1–0 | 3–0 | 2–3 | 4–0 | 4–0 | 1–0 | 1–1 | 1–2 | 1–0 | 3–0 | —   | 5–0 | 8–0 | 3–0 | 4–0 | 4–0 | 2–1 | 4–0 | 1–0 |
| Linares C. F.            | 2–0 | 2–1 | 1–0 | 1–1 | 1–1 | 0–0 | 1–0 | 2–1 | 0–0 | 3–2 | 1–0 | 2–2 | —   | 2–1 | 3–2 | 3–1 | 0–0 | 0–0 | 2–1 | 1–0 |
| C. D. Olímpico           | 2–3 | 2–4 | 0–2 | 1–1 | 2–3 | 1–2 | 1–2 | 2–3 | 1–2 | 2–2 | 2–3 | 0–3 | 1–0 | —   | 2–1 | 2–5 | 0–0 | 2–1 | 3–0 | 0–0 |
| Onteniente C. F.         | 2–0 | 1–5 | 2–1 | 3–2 | 1–3 | 0–2 | 1–0 | 2–0 | 0–0 | 4–0 | 2–1 | 1–1 | 2–1 | 7–2 | —   | 3–0 | 1–0 | 5–1 | 0–1 | 2–0 |
| Racing Portuense         | 0–2 | 0–2 | 1–0 | 1–2 | 0–1 | 3–0 | 1–0 | 2–2 | 0–0 | 1–0 | 3–0 | 1–0 | 0–0 | 2–1 | 2–0 | —   | 1–0 | 2–1 | 2–0 | 0–1 |
| C. D. San Andrés         | 1–0 | 3–1 | 2–0 | 0–0 | 0–2 | 1–1 | 1–1 | 4–2 | 3–1 | 2–0 | 1–0 | 0–0 | 3–1 | 5–1 | 2–0 | 1–1 | —   | 0–3 | 2–1 | 3–1 |
| Sevilla Atlético         | 2–0 | 0–0 | 3–0 | 0–0 | 0–0 | 2–1 | 2–0 | 2–1 | 1–1 | 2–0 | 1–0 | 1–1 | 1–0 | 4–1 | 1–1 | 5–0 | 0–0 | —   | 2–0 | 1–0 |
| Vinaroz C. F.            | 2–1 | 2–2 | 3–1 | 1–1 | 0–1 | 4–1 | 1–1 | 5–0 | 1–2 | 1–0 | 3–1 | 0–2 | 2–0 | 2–1 | 3–1 | 5–2 | 3–3 | 1–1 | —   | 0–1 |
| Xerez C. D.              | 2–1 | 2–2 | 2–1 | 1–1 | 2–0 | 2–1 | 4–3 | 3–1 | 1–0 | 4–1 | 2–1 | 0–2 | 0–0 | 2–1 | 0–2 | 1–1 | 3–0 | 6–2 | 0–1 | —   |

## Resumen
Campeones de Segunda División B
| - Palencia Club de Fútbol | - Levante Unión Deportiva |

Ascienden a Segunda división:
| Grupo I - Palencia Club de Fútbol - Real Oviedo | Grupo II - Levante Unión Deportiva - Club Gimnástico de Tarragona |

Descienden a Tercera división: 
| Grupo I - Club Deportivo Lugo - Club Deportivo Pegaso - Caudal Deportivo | Grupo II - Club Deportivo Cacereño - Vinaroz Club de Fútbol - Club Deportivo Olímpico |

Además, el Real Unión Club renuncia a su plaza y desciende a tercera división por motivos económicos.

## Copa del Rey
Todos los equipos de segunda división B se clasifican de forma automática para la siguiente edición de la Copa del Rey, aunque el Atlético Madrileño renunció.